# Пири Мехмед-паша Рамазаноглу
Пири Мехмед-паша Рамазаноглу (осман. رمضان اوغلی پیری محمد پاشا‎, тур. Ramazanoğlu Pirȋ Mehmet Paşa; ум. 1567) — представитель династии Рамазаногуллары, правивший в Адане в 1520—1567 годах. В первые годы правления Мехмед-бей подавил несколько восстаний сторонников Сефевидов. В мае 1559 года он принимал участие в сражении между шехзаде Баязидом и Селимом в Конье на стороне Селима. Пири-паша занимал посты бейлербея Карамана, Алеппо и Дамаска, оставаясь правителем Аданы. Затем он вернулся санджакбеем в Адану и скончался в 1567 году.

## Биография
Пири Мехмед был сыном Халила-бея Рамазаноглу, который с 1480 года вместе со своим братом Махмудом 34 года правил бейликом Рамазаногуллары, вассально зависимым от Мамлюкского султаната. Халил погиб в битве в начале августа 1513 года (ранее ошибочно его смерть датировалась 1510 годом). После смерти отца Пири Мехмеда Махмуд правил один недолго, в 1514 году он был смещён. Вместо него был назначен сын его дяди Селим-бей. Махмуд-бей отправился в Стамбул и укрылся у османского султана Селима I. Махмуд стал служить Селиму I, и после победы в битве на Дабикском поле 24 августа 1516 года, в которой он принимал участие, бейлик Рамазаногуллары был передан ему в качестве османского санджака. С этого момента правитель бейлика стал вассалом Османской империи. 22 января 1517 года Махмуд-бей погиб в битве при Ридании. Вместо него был назначен брат Пири Мехмеда, Кубад-бей. Однако в 1520 году Пири Мехмед захватил власть в Чукур-ова, а в руках Кубад-бея остался только город Адана.
Пири-бей был ценим султаном Сулейманом Великолепным. Чтобы Пири мог править, его братьям Кубаду, Давуду, Коркуту и Махмуду дали зеаметы в Румелии.
Пири Мехмед был управляющим санджака Адана, в который был преобразован бейлик Рамазаногуллары, с особым статусом. Чукур-ова была регионом, населённым туркменскими племенами со дня его завоевания. Племенной состав региона не менялся до 1865 года. Удерживать племена под контролем было нелёгкой задачей. Поэтому, как и государство мамлюков, османское государство предпочло контролировать племена, используя местных племенных лидеров.
В 1526 году османы помогли Пири-бею подавить восстания нескольких кланов сторонников Сефевидов, в том числе он вместе с бейлербеем Сиваса Хусейном-пашой подавил восстание Баба Зюннуна в районе Бозок. Когда в 1526 году Сулейман I воевал в Венгрии, сефевидские посланники ходили по деревням в Чукур-ова и призывали людей «идти к шаху». Во время восстания Вели Халифе ему удалось изгнать повстанцев, которые засели в замке Тарса. Восстание Домузоглана и Енисебея в Тарсе Пири-бей тоже подавил собственными силами. После подавления восстания Календера Челеби Пири-паша оставался в Стамбуле в течение трёх лет. Заслуги Пири-паши высоко оценил Сулейман I. Великий визирь Ибрагим-паша вызвал бея в Стамбул, Пири-бей был принят султаном, который даровал ему хилат (почётное одеяние, халат). По возвращении в Адану Пири-бей заболел.
В провинции Узеир (Озёр) (ныне это район Дёртйола, Пайяса, Искендеруна) в 1516 году султан Селим оставил править Ахмета-бея из старой династии Озерогуллары. В 1529 году, сын брата Ахмет-бея, Сейди-бей, «надел красную шапку» (стал кызылбашем) и восстал. Он убил своего дядю Ахмета-бея и захватил провинцию. Когда другой мятежник по имени Инчиремез присоединился к Сейди-бею с отрядом в 500 человек, силы Сейди достигли 5 000 человек. Пири-бей собрал новые силы и двинулся на Озероглу Сейди-бея и сумел разбить его войско в районе Козана.
В 1541 году Пири-бей был назначен бейлербеем Карамана. Затем он стал бейлербеем Дамаска. В 1543/44 году он занимал пост бейлербея Алеппо. Находясь в Дамаске, он пытался поддерживать безопасность в регионе. В архивах Топкапы сохранились его отчёты и доклады. В 1544 году он был вызван в Белград для предполагаемой экспедиции. 
Во время второй иранской экспедиции Сулеймана в 1548 году Пири-бей был снова бейлербеем Карамана. Он принимал участие в осаде крепости Ван вместе с бейлербеем Эрзурума Текели Улама-пашой. Затем Пири-паша снова стал бейлербеем Дамаска. В документе, датированном 1549 годом, он упоминается и как санджакбей Аданы, и как бейлербей Дамаска. В 1550/51 году он опять занимал пост бейлербея Алеппо. 21 мая 1553 года он присоединился к армии Сулеймана Великолепного в Кызылтепе. Известно, что в 1554 году он участвовал в Нахичеванской кампании Сулеймана. В это время Пири-бей был санджакбеем Аданы. В конфликте между сыновьями Сулеймана, Селимом и Баязидом в 1559 году он встал на сторону Селима и принимал участие в битве при Конье.
Когда Сулейман отправлялся к Сигетвару в 1566 году, он поручил Пири-бею охранять Кайсери. Вероятно, в 1567 году Пири-бей скончался. Санджак Аданы был передан его сыну Дервишу. Хотя Гелиболулу Мустафа Али утверждал, что Пири-бей умер в 1568 году, но в документах от 1567 года он упоминался как «умерший». На момент смерти ему было более девяноста лет.

## Личность
Пири-бей был очень состоятельным человеком. Его успехи способствовали укреплению его положения. В то время как обычный османский санджакбей имел годовой доход от 150 000 до 400 000 акче, доход Пири-бея превышал 1 000 000 акче. Историк Гелиболулу Мустафа Али писал, что другие бейлербеи испытывали к нему зависть. Сулейман I передал Пири-бею доходы от 3 рисовых полей на берегу реки Сейхан в собственность. Многие мельницы, магазины и сады входили в вакуф Рамазаногуллары. В ведении вакуфа находились 2 мечети, 2 медресе, 2 хаммама, имарет, караван-сарай. В 1572 году сын Пири-бея, Ибрагим-бей, имел доход в 872000 акче.
Он в равной степени владел персидским и турецким языками и составил диван. Ибрагим Печеви писал о нём: «Был из семейства Рамазаногуллары. Он был всем известен своим званием и подвигами, благовоспитанный человек с хорошей репутацией».

## Дети
Младший сын Пири-бея, Дервиш, при жизни своего отца был санджакбеем Тарса, а после его смерти в 1468 году стал санджакбеем Аданы. Дервиш-бей был честным и щедрым человеком, мастером птичьей охоты, но он правил только шесть месяцев и умер молодым из-за пристрастия к алкоголю и марихуане.
В 1469 году после Дервиша санджакбеем Аданы стал другой сын Пири-бея, Ибрагим III, до этого занимавший пост санджакбея Айнтаба. Он правил в Адане до своей смерти в 1586 (или 1589 году). В 1570 году Ибрагим участвовал в Кипрской войне вместе с сыном своего дяди Хусейном, в 1583 году сердар Ферхад-паша пригласил его присоединиться к Иранской кампании. Однако отправился в Иран не сам Ибрагим, а один из его сыновей, санджакбей Сиса (Козана), Ахмед. Предположительно, Ибрагим-бей умер между апрелем 1585 и июнем 1587 года.